# Medley (Florida)
Medley is een plaats (town) in de Amerikaanse staat Florida, en valt bestuurlijk gezien onder Miami-Dade County.

## Demografie
Bij de volkstelling in 2000 werd het aantal inwoners vastgesteld op 1098.
In 2006 is het aantal inwoners door het United States Census Bureau geschat op 1050, een daling van 48 (-4.4%).

## Geografie
Volgens het United States Census Bureau beslaat de plaats een oppervlakte van
11,1 km², waarvan 9,8 km² land en 1,3 km² water.
De plaats maakt deel uit van de agglomeratie Miami.

## Plaatsen in de nabije omgeving
De onderstaande figuur toont nabijgelegen plaatsen in een straal van 8 km rond Medley.